# Шилпи Сомая Гоуда
Шилпи Сомая Гоуда (на английски: Shilpi Somaya Gowda) е канадска писателка на бестселър в жанра съвременен роман.

## Биография и творчество
Шилпи Сомая Гоуда е родена на 9 декември 1970 г. в Торонто, Канада. Родителите ѝ са емигранти от Бомбай (Мумбай).
Учи в Университета на Северна Каролина в Чапъл Хил, където получава бакалавърска степен по финанси, и в Университета Станфорд, който завършва с магистърска степен по финанси. След дипломирането си работи като финансист в сферата на бизнес развитието, вкл. като заместник-председател по бизнес развитие в интернет компания, в продължение на десет години в Ню Йорк, Северна Каролина, и Тексас. През 1991 г. работи като доброволка в приют в Индия.
Докато е в Индия и се запознава с различни съдби, започва да пише. Първата ѝ книга „Изгубената дъщеря“ е публикувана през 2010 г. Главната героиня, студентката Аша от Сан Франциско, е дадена като малка в сиропиталище и е осиновена от американско семейство лекари. Тя тръгва на трудната си лична мисия да открие своите корени в Индия. Романът разглежда проблемите с безплодието на семействата в Северна Америка и детеубийството на нежеланите дъщери в Индия. Романът става международен бестселър и е преведен на над 20 езика по света в над един милион екземпляра.
Шилпи Сомая Гоуда живее със семейството си в Сан Франциско, Калифорния.

## Произведения

### Самостоятелни романи
- Secret Daughter (2010)
Изгубената дъщеря: едно дълго пътуване към Индия и към себе си, ИК „Хермес“, Пловдив (2012), прев. Димитър Добрев
- The Golden Son (2015) 
Златният син, ИК „Хермес“, Пловдив (2015), прев. Павлина Миткова

### Сборници
- Last Carnival of August (2016) – сборник разкази към романа „Златният син“